# Буковниця (Люблінське воєводство)
Буковниця (пол. Bukownica) — село в Польщі, у гміні Терешполь Білґорайського повіту Люблінського воєводства.
Населення — 193 особи (2011).
У 1975-1998 роках село належало до Замойського воєводства.

## Демографія
Демографічна структура станом на 31 березня 2011 року:
|          | Загалом | Допрацездатний вік | Працездатний вік | Постпрацездатний вік |
| -------- | ------- | ------------------ | ---------------- | -------------------- |
| Чоловіки | 91      | 16                 | 65               | 10                   |
| Жінки    | 102     | 24                 | 54               | 24                   |
| Разом    | 193     | 40                 | 119              | 34                   |